# Richard Weise (Architekt)
Richard Weise (* 1844; † 1913) war ein deutscher Architekt und Kunstgewerbler.
Weise studierte 1864/1866 und 1868/1869 an der Dresdner Kunstakademie bei Hermann Nicolai. Er arbeitete zusammen mit Hugo Schönherr und lehrte außerdem an der Kunstgewerbeschule Dresden.
Zu seinen Bauten zählt das gemeinsam mit Franz Albert Stock und Hugo Schönherr 1871–1873 errichtete Dresdner Residenz-Theater; mit Hugo Schönherr errichtete er die Villa Dr.-Conert- (Theresien-)Straße 16 (1871/72, 1945 zerstört).